# Pseudocellus giribeti
Espèce
Pseudocellus giribeti est une espèce de ricinules de la famille des Ricinoididae.

## Distribution
Cette espèce est endémique du Chiapas au Mexique. Elle se rencontre vers Ángel Albino Corzo à 1 820 m d'altitude.

## Description

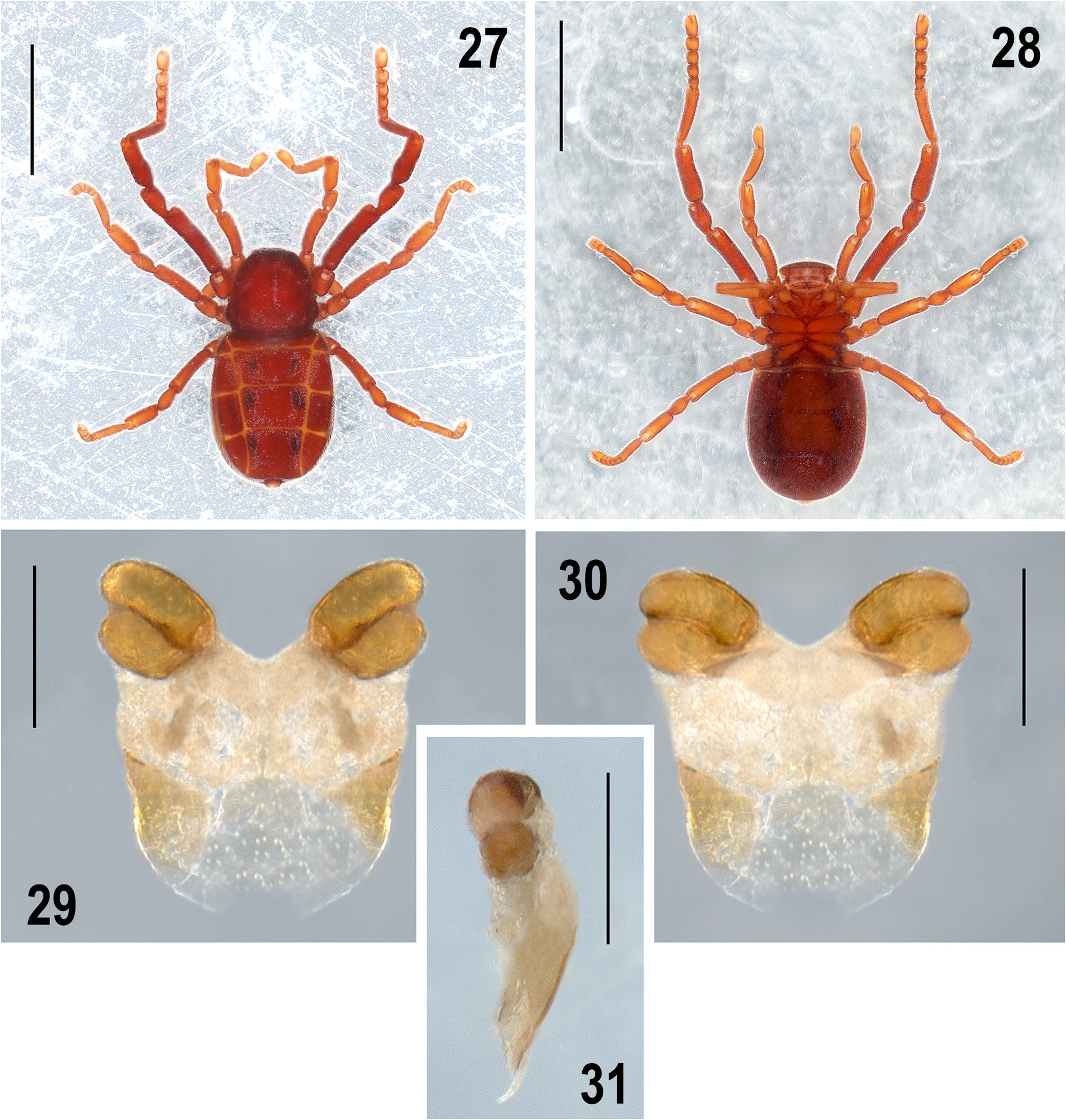
Pseudocellus giribeti ♀

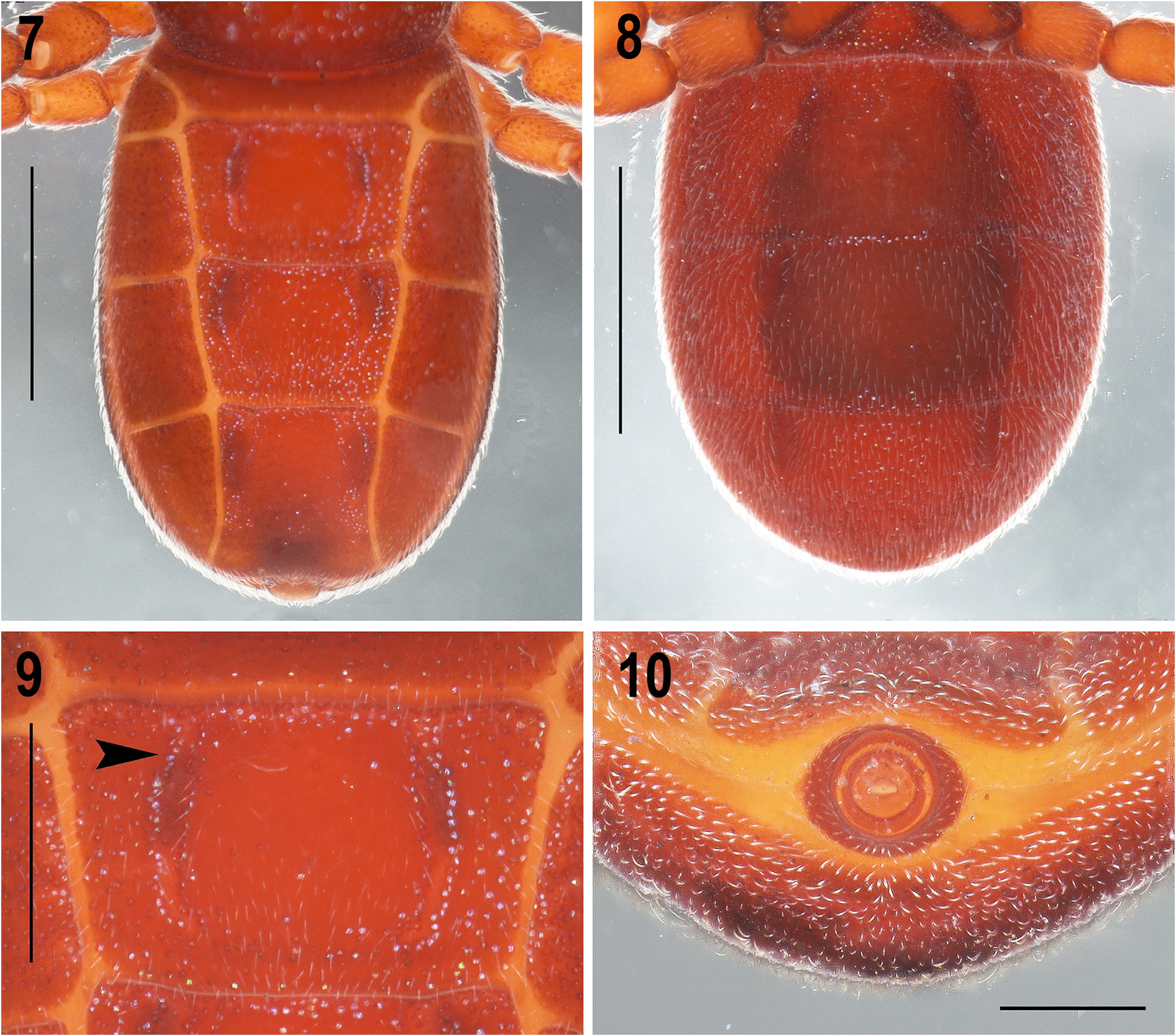
Pseudocellus giribeti ♂

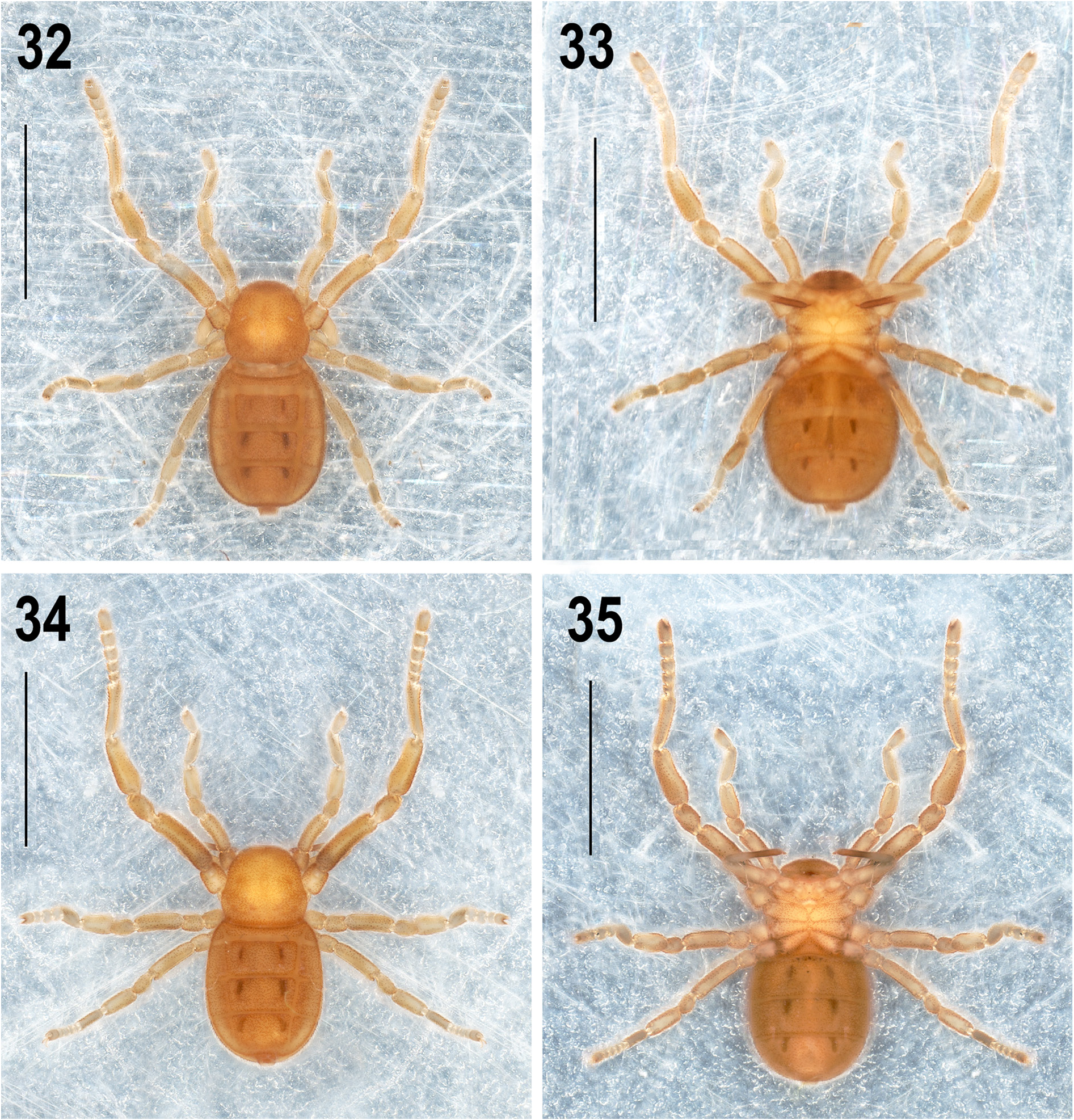
Pseudocellus giribeti 32-33:deutonymphe 34-35:tritonymphe

Le mâle holotype mesure 3,55 mm et la femelle paratype 3,70 mm.

## Étymologie
Cette espèce est nommée en l'honneur de Gonzalo Giribet.

## Publication originale
- Valdez-Mondragón & Cortez-Roldán, 2021 : « COI mtDNA barcoding and morphology for the description of a new species of ricinuleid of the genus Pseudocellus (Arachnida: Ricinulei: Ricinoididae) from El Triunfo Biosphere Reserve, Chiapas, Mexico. » European Journal of Taxonomy, no 778, p. 1–25 (texte intégral).